# Claremore
Claremore är administrativ huvudort i Rogers County i Oklahoma. Orten har fått namn efter osagehövdingen Clermont. Vid 2010 års folkräkning hade Claremore 18 581 invånare.

## Kända personer från Claremore
- Helen Walton, filantrop